# Campionato mondiale di hockey su ghiaccio - Prima Divisione 2007
Il Campionato mondiale di hockey su ghiaccio - Prima Divisione 2007 è stato un torneo di hockey su ghiaccio organizzato dall'International Ice Hockey Federation. Il torneo si è disputato fra il 15 e il 21 aprile 2007. Le dodici squadre partecipanti sono state divise in due gironi da sei ciascuno. Il torneo del Gruppo A si è svolto nella città di Qiqihar, in Cina. Le partite del Gruppo B invece si sono disputate a Lubiana, in Slovenia. La Francia ha vinto il Gruppo A mentre la Slovenia il Gruppo B, garantendosi così la partecipazione al Campionato mondiale di hockey su ghiaccio maschile 2008. Al contrario la Cina e la Romania, giunte all'ultimo posto dei rispettivi gironi, sono state retrocesse per il 2008 in Seconda Divisione. La Croazia e la Corea del Sud, vincitrici dei due gironi della Seconda Divisione, sostituiscono nel 2008 la Cina e la Romania.

## Partecipanti

### Gruppo A
| Nazionale   | Qualificazione                                                           |
| ----------- | ------------------------------------------------------------------------ |
| Kazakistan  | Quindicesimo e retrocesso dal Gruppo A del 2006.                         |
| Francia     | Seconda nella Prima Divisione - Gruppo A del 2006.                       |
| Polonia     | Terza nella Prima Divisione - Gruppo B del 2006.                         |
| Estonia     | Quarta nella Prima Divisione - Gruppo B del 2006.                        |
| Paesi Bassi | Quinti nella Prima Divisione - Gruppo B del 2006.                        |
| Cina        | Ospitante, prima e promossa dalla Seconda Divisione - Gruppo B del 2006. |

### Gruppo B
| Nazionale   | Qualificazione                                                |
| ----------- | ------------------------------------------------------------- |
| Slovenia    | Ospitante, sedicesima e retrocessa dal Gruppo A del 2006.     |
| Lituania    | Seconda nella Prima Divisione - Gruppo B del 2006.            |
| Giappone    | Terzo nella Prima Divisione - Gruppo A del 2006.              |
| Ungheria    | Quarta nella Prima Divisione - Gruppo A del 2006.             |
| Regno Unito | Quinto nella Prima Divisione - Gruppo A del 2006.             |
| Romania     | Prima e promossa dalla Seconda Divisione - Gruppo A del 2006. |

## Gruppo A

### Incontri
| Qiqihar 15 aprile 2007, ore 13:30 | Cina | 0 – 12 (0-3; 0-5; 0-4) referto | Kazakistan | Qiqihar Icerink (2.322 spett.) |

| Qiqihar 15 aprile 2007, ore 17:00 | Estonia        | 3 – 3 (d.t.s.) (0-1; 3-2; 0-0; 0-0) referto | Francia | Qiqihar Icerink (1.145 spett.) |
| Shootout 1 – 0                    |                |                                             |         |                                |
|                                   |                |                                             |         |                                |
|                                   | Shootout 1 – 0 |                                             |         |                                |

| Qiqihar 15 aprile 2007, ore 20:30 | Paesi Bassi    | 3 – 3 (d.t.s.) (0-1; 1-2; 2-0; 0-0) referto | Polonia | Qiqihar Icerink (1.235 spett.) |
| Shootout 0 – 1                    |                |                                             |         |                                |
|                                   |                |                                             |         |                                |
|                                   | Shootout 0 – 1 |                                             |         |                                |

| Qiqihar 16 aprile 2007, ore 13:30 | Kazakistan | 2 – 1 (0-0; 1-0; 1-1) referto | Estonia | Qiqihar Icerink (1.483 spett.) |

| Qiqihar 16 aprile 2007, ore 17:00 | Francia | 4 – 2 (1-1; 2-1; 1-0) referto | Paesi Bassi | Qiqihar Icerink (1.324 spett.) |

| Qiqihar 16 aprile 2007, ore 20:30 | Polonia | 9 – 1 (2-0; 4-1; 3-0) referto | Cina | Qiqihar Icerink (1.325 spett.) |

| Qiqihar 18 aprile 2007, ore 13:30 | Kazakistan | 5 – 2 (3-1; 1-1; 1-0) referto | Paesi Bassi | Qiqihar Icerink (978 spett.) |

| Qiqihar 18 aprile 2007, ore 17:00 | Cina | 4 – 5 (1-4; 2-1; 1-0) referto | Estonia | Qiqihar Icerink (2.316 spett.) |

| Qiqihar 18 aprile 2007, ore 20:30 | Francia | 4 – 0 (1-0; 3-0; 0-0) referto | Polonia | Qiqihar Icerink (825 spett.) |

| Qiqihar 19 aprile 2007, ore 13:30 | Estonia | 3 – 4 (d.t.s.) (1-1; 1-1; 1-1) referto | Paesi Bassi | Qiqihar Icerink (764 spett.) |

| Qiqihar 19 aprile 2007, ore 17:00 | Polonia | 5 – 2 (2-0; 3-2; 0-0) referto | Kazakistan | Qiqihar Icerink (854 spett.) |

| Qiqihar 19 aprile 2007, ore 20:30 | Francia | 10 – 0 (6-0; 3-0; 1-0) referto | Cina | Qiqihar Icerink (1.568 spett.) |

| Qiqihar 21 aprile 2007, ore 13:30 | Paesi Bassi | 9 – 3 (5-0; 1-2; 3-1) referto | Cina | Qiqihar Icerink (1.576 spett.) |

| Qiqihar 21 aprile 2007, ore 17:00 | Polonia | 4 – 3 (d.t.s.) (1-2; 2-0; 0-1) referto | Estonia | Qiqihar Icerink (1.231 spett.) |

| Qiqihar 21 aprile 2007, ore 20:30 | Kazakistan | 1 – 3 (0-1; 1-0; 0-2) referto | Francia | Qiqihar Icerink (3.210 spett.) |

### Classifica
| Pos. |             | PG | V | VOT | POT | P | GF | GS | DR  | Pt |
| 1.   | Francia     | 5  | 4 | 0   | 1   | 0 | 24 | 7  | +17 | 13 |
| 2.   | Polonia     | 5  | 2 | 2   | 0   | 1 | 22 | 13 | +9  | 10 |
| 3.   | Kazakistan  | 5  | 3 | 0   | 0   | 2 | 22 | 11 | +11 | 9  |
| 4.   | Estonia     | 5  | 1 | 1   | 2   | 1 | 16 | 17 | -1  | 7  |
| 5.   | Paesi Bassi | 5  | 1 | 1   | 1   | 2 | 20 | 19 | +1  | 6  |
| 6.   | Cina        | 5  | 0 | 0   | 0   | 5 | 8  | 45 | -37 | 0  |

### Riconoscimenti individuali
- Miglior portiere: Phil Groeneveld -  Paesi Bassi
- Miglior difensore: Vincent Bachet -  Francia
- Miglior attaccante: Jacek Plachta -  Polonia

### Classifica marcatori
| Giocatore          | PG | G | A | Pt | +/- | MP |
| ------------------ | -- | - | - | -- | --- | -- |
| Bradley Smulders   | 5  | 6 | 5 | 11 | +2  | 0  |
| Leszek Laszkiewicz | 5  | 5 | 3 | 8  | +2  | 2  |
| Jacek Plachta      | 5  | 5 | 3 | 8  | +3  | 14 |
| Laurent Meunier    | 5  | 3 | 5 | 8  | +3  | 8  |
| Andrei Makrov      | 5  | 6 | 1 | 7  | +1  | 2  |
| Mat Korthuis       | 5  | 2 | 5 | 7  | +2  | 24 |
| Jamie Schaafsma    | 5  | 3 | 3 | 6  | +1  | 10 |
| Maxim Komissarov   | 5  | 4 | 1 | 5  | +3  | 0  |
| Lev Krutokhvostov  | 5  | 3 | 2 | 5  | 0   | 4  |
| François Rozenthal | 5  | 3 | 2 | 5  | +3  | 0  |

Fonte: IIHF.com

### Classifica portieri
| Giocatore         | Min    | TC  | GS | SO | MGS  | Sv%   |
| ----------------- | ------ | --- | -- | -- | ---- | ----- |
| Fabrice Lhenry    | 180:00 | 66  | 3  | 1  | 1.00 | 95.45 |
| Arkadiusz Sobecki | 181:35 | 82  | 6  | 0  | 1.98 | 92.68 |
| Phil Groeneveld   | 270:56 | 181 | 16 | 0  | 3.54 | 91.16 |
| Eddy Ferhi        | 125:00 | 40  | 4  | 1  | 1.92 | 90.00 |
| Tomasz Jaworski   | 125:00 | 64  | 7  | 0  | 3.36 | 89.06 |

Fonte: IIHF.com

## Gruppo B

### Incontri
| Lubiana 15 aprile 2007, ore 13:00 | Regno Unito | 4 – 3 (2-0; 2-1; 0-2) referto | Giappone | Hala Tivoli (550 spett.) |

| Lubiana 15 aprile 2007, ore 16:30 | Ungheria | 6 – 1 (2-0; 3-1; 1-0) referto | Lituania | Hala Tivoli (820 spett.) |

| Lubiana 15 aprile 2007, ore 20:00 | Romania | 1 – 10 (1-3; 0-2; 0-5) referto | Slovenia | Hala Tivoli (3.350 spett.) |

| Lubiana 16 aprile 2007, ore 13:00 | Lituania | 3 – 2 (0-1; 1-1; 2-0) referto | Regno Unito | Hala Tivoli (450 spett.) |

| Lubiana 16 aprile 2007, ore 16:30 | Giappone | 6 – 5 (d.t.s.) (2-1; 2-1; 1-3) referto | Romania | Hala Tivoli (350 spett.) |

| Lubiana 16 aprile 2007, ore 20:00 | Slovenia | 4 – 1 (3-0; 0-1; 1-0) referto | Ungheria | Hala Tivoli (5.000 spett.) |

| Lubiana 18 aprile 2007, ore 13:00 | Lituania | 2 – 6 (0-1; 0-3; 2-2) referto | Giappone | Hala Tivoli (320 spett.) |

| Lubiana 18 aprile 2007, ore 16:30 | Romania | 3 – 5 (1-1; 2-4; 0-0) referto | Ungheria | Hala Tivoli (470 spett.) |

| Lubiana 18 aprile 2007, ore 20:00 | Slovenia | 4 – 0 (0-0; 3-0; 1-0) referto | Regno Unito | Hala Tivoli (5.000 spett.) |

| Lubiana 19 aprile 2007, ore 13:00 | Lituania | 5 – 2 (1-1; 2-0; 2-1) referto | Romania | Hala Tivoli (310 spett.) |

| Lubiana 19 aprile 2007, ore 16:30 | Ungheria | 4 – 2 (0-1; 2-1; 2-0) referto | Regno Unito | Hala Tivoli (1.100 spett.) |

| Lubiana 19 aprile 2007, ore 20:00 | Giappone | 1 – 7 (1-3; 0-1; 0-3) referto | Slovenia | Hala Tivoli (5.000 spett.) |

| Lubiana 21 aprile 2007, ore 13:00 | Regno Unito | 6 – 1 (1-0; 4-1; 1-0) referto | Romania | Hala Tivoli (580 spett.) |

| Lubiana 21 aprile 2007, ore 16:30 | Giappone       | 3 – 3 (d.t.s.) (0-0; 2-1; 1-2; 0-0) referto | Ungheria | Hala Tivoli (930 spett.) |
| Shootout 0 – 1                    |                |                                             |          |                          |
|                                   |                |                                             |          |                          |
|                                   | Shootout 0 – 1 |                                             |          |                          |

| Lubiana 21 aprile 2007, ore 20:00 | Slovenia | 4 – 2 (0-0; 2-1; 2-1) referto | Lituania | Hala Tivoli (5.000 spett.) |

### Classifica
| Pos. |             | PG | V | VOT | POT | P | GF | GS | DR  | Pt |
| 1.   | Slovenia    | 5  | 5 | 0   | 0   | 0 | 29 | 5  | +24 | 15 |
| 2.   | Ungheria    | 5  | 3 | 1   | 0   | 1 | 20 | 13 | +7  | 11 |
| 3.   | Giappone    | 5  | 1 | 1   | 1   | 2 | 19 | 22 | -3  | 6  |
| 4.   | Regno Unito | 5  | 2 | 0   | 0   | 3 | 14 | 15 | -1  | 6  |
| 5.   | Lituania    | 5  | 0 | 1   | 0   | 4 | 13 | 20 | -7  | 6  |
| 6.   | Romania     | 5  | 0 | 0   | 1   | 4 | 12 | 32 | -20 | 1  |

### Riconoscimenti individuali
- Miglior portiere: Andrej Hočevar -  Slovenia
- Miglior difensore: Balázs Kangya -  Ungheria
- Miglior attaccante: Anže Kopitar -  Slovenia

### Classifica marcatori
| Giocatore          | PG | G | A  | Pt | +/- | MP |
| ------------------ | -- | - | -- | -- | --- | -- |
| Anže Kopitar       | 5  | 1 | 13 | 14 | +9  | 2  |
| Tomaž Razingar     | 5  | 6 | 4  | 10 | +9  | 2  |
| Balázs Ladanyi     | 5  | 5 | 4  | 9  | +6  | 0  |
| Marcel Rodman      | 5  | 1 | 7  | 8  | +5  | 14 |
| Levente Elekes     | 5  | 4 | 3  | 7  | -1  | 20 |
| Masahito Nishiwaki | 5  | 4 | 2  | 6  | -1  | 6  |
| Gregor Poloncic    | 5  | 4 | 2  | 6  | +8  | 2  |
| Ivo Jan            | 2  | 3 | 3  | 6  | +2  | 0  |
| Gabor Ocskay       | 5  | 2 | 4  | 6  | +3  | 4  |
| David Rodman       | 5  | 2 | 4  | 6  | +4  | 2  |

Fonte: IIHF.com

### Classifica portieri
| Giocatore          | Min    | TC  | GS | SO | MGS  | Sv%   |
| ------------------ | ------ | --- | -- | -- | ---- | ----- |
| Andrej Hočevar     | 239:39 | 65  | 3  | 1  | 0.75 | 95.38 |
| Stevie Lyle        | 299:16 | 149 | 15 | 0  | 3.01 | 89.93 |
| Masahito Haruna    | 152:48 | 86  | 9  | 0  | 3.53 | 89.53 |
| Levente Szuper     | 180:00 | 66  | 7  | 0  | 2.33 | 89.39 |
| Arunas Aleinikovas | 220:00 | 122 | 14 | 0  | 3.82 | 88.52 |

Fonte: IIHF.com